# 二郭一莊
二郭一莊是指郭源治、郭泰源與莊勝雄三位曾經活躍於日本職棒的選手，也是台灣早期旅日發展較有成就的三位棒球選手。由於他們成績斐然，曾經是日本職棒中，受許多人愛慕且膾炙人口的台灣投手。
郭源治在日本職棒達成「百勝百救援」，成為當時日本職棒史上第5位達成者。
郭泰源在台灣有個『東方特快車』的外號，在日本職棒生涯中拿下117回勝投，是至今為止台灣球員在日本職棒的最多勝的紀錄保持者。
莊勝雄為1980年代後半期羅德隊的主力投手之一，也同時是該隊的救援投手，他所擅長的球路為蝴蝶球，目前退休在日本職棒千葉羅德海洋隊擔任投手教練。

## 相關頁面
- 郭源治
- 郭泰源
- 莊勝雄